# Березовий Груд
Березовий Груд — село в Україні, у Лугинській селищній територіальній громаді Коростенського району Житомирської області. Кількість населення становить 177 осіб (2001). У 1925—54 роках — адміністративний центр однойменної сільської ради.

## Населення
В кінці 19 століття в селі нараховувалося 50 дворів та 360 мешканців, станом на 1906 рік в селі було 58 домогосподарств та 372 жителі.
У 1923 році чисельність населення становила 506 осіб, кількість дворів — 108, на 1924 рік — 556 осіб, з перевагою населення польської національности; дворів — 104.
Відповідно до результатів перепису населення СРСР, кількість населення, станом на 12 січня 1989 року, становила 235 осіб, станом на 5 грудня 2001 року, відповідно до перепису населення України, кількість мешканців села становила 177 осіб.

## Історія
В другій половині 19 століття входило до православної парафії с. Вигів, за 10 верст.
В кінці 19 століття — село Лугинської волості Овруцького повіту Волинської губернії, за 55 верст від центру повіту, м. Овруч.
У 1906 році — село Лугинської волості (2-го стану) Овруцького повіту Волинської губернії. Відстань до повітового центру, м. Овруч, становила 57 верст. Найближче поштово-телеграфне відділення розташовувалося в містечку Іскорость.
В березні 1921 року, в складі волості, увійшло до новоствореного Коростенського повіту Волинської губернії. У 1923 році включене до складу новоствореної Воняйківської (згодом — Красноставська) сільської ради, котра, від 7 березня 1923 року, стала частиною новоутвореного Лугинського району Коростенської округи. Розміщувалося за 8 верст від районного центру, містечка Лугини та 4,5 версти від центру сільської ради, с. Воняйки.
8 вересня 1925 року в селі створено Березово-Грудську польську національну сільську раду Лугинського району Коростенської округи, котру, відповідно до указу Президії Верховної ради УРСР «Про укрупнення сільських рад по Житомирській області», 11 серпня 1954 року ліквідовано, с. Березовий Груд включено до складу Будо-Літківської сільської ради Лугинського району Житомирської області. 30 грудня 1962 року, в складі сільської ради, увійшло до Олевського району, 4 січня 1965 року — Коростенського району, 8 грудня 1966 року повернуте до складу відновленого Лугинського району.
9 серпня 2016 року село увійшло до складу новоствореної Лугинської селищної територіальної громади Лугинського району Житомирської області. Від 19 липня 2020 року, разом з громадою, в складі новоствореного Коростенського району Житомирської області.

## Відомі люди
- Оліферчук Юрій Леонтійович (1992—2014) — солдат Збройних сил України, учасник російсько-української війни.